# Hidrólisis enzimática
Se entiende por hidrólisis enzimática la hidrólisis que se produce mediante un grupo de enzimas llamadas hidrolasas. Estas enzimas ejercen un efecto catalítico hidrolizante, es decir, producen la ruptura de enlaces por agua según:
H-OH + R-R’ → R-H + R’-OH.
Se nombran mediante el nombre del sustrato seguido de la palabra hidrolasa, y cuando la enzima es específica para separar un grupo en particular, éste puede utilizarse como prefijo. En algunos casos este grupo puede ser transferido por la enzima a otras moléculas y se considera la hidrólisis misma como una transferencia del grupo al agua.
A veces suele utilizarse el nombre común de la enzima, por lo que muchas veces el sufijo –asa, nos indicará generalmente que se trata de una hidrolasa. Por ahora no ha sido posible encontrar una nomenclatura sistemática para todas las péptido-hidrolasas, por lo que hoy en día, para las nuevas enzimas, su nombre se forma según: fuente de péptido hidrolasa seguido, si es necesario, de una letra para distinguirla de otra enzima.
A continuación se explican todos los grupos de enzimas hidrolasas, citando como ejemplos las más importantes en humanos.

## Actuando sobre enlaces éster
Bajo el nombre de esterasas se comprenden una amplia cantidad de importantes enzimas que producen la ruptura del enlace éster formado por los ácidos inorgánicos (fosfórico, sulfúrico) u orgánicos diversos con diferentes alcoholes o tioles. Pese a las numerosas investigaciones existe todavía cierta incoherencia, dada la escasa especificidad de acción para muchas esterasas. Se han formado seis subgrupos, de acuerdo con la reacción típica:
Ésteres de ácidos orgánicos
- Con alcoholes RCOOR’ + H2O → RCOOH + R’OH
- Con tioles RCOSR’ + H2O → RCOOH + R’SH

Ésteres de ácidos inorgánicos
- Con ácido fosfórico:

- Monoéster fosfórico
- Diéster fosfórico
- Monoéster trifosfórico
- Con ácido sulfúrico: RO-SO3H + H2O → ROH + SO4H2

### Carboxílico éster hidrolasas
En este primer subgrupo se encuentran las enzimas características de la hidrólisis de los lípidos. 
Las esterasas se presentan tanto en reino animal como en el vegetal. Algunas reacciones son reversibles, es decir, que son capaces de producir hidrólisis y síntesis. Las enzimas más importantes son:
- Glicerol-éster hidrolasa.
Conocida comúnmente como lipasa. Cataliza la reacción:
Triglicérido + H2O → Diglicérido + un ion de ácido graso. 
Es menos activa para los diglicéridos e inactiva con monoglicéridos. Proviene del páncreas y se halla también en el plasma sanguíneo, eritrocitos y leucocitos. También se admite una cierta capacidad por parte de la mucosa gástrica y del intestino delgado para la síntesis de la lipasa en vista de que, con la pancreotomía se produce un fuerte descenso del nivel sanguíneo, pero que vuelve al normal al cabo de algunas semanas. 
Tiene cierto valor diagnóstico que los valores en orina que se ven aumentados en los casos de carcinoma pancreático.
Clínicamente se estima que, en parte, interviene una escasa formación o una normal inhibición de la lipoproteidolipasa en la hipercolesterolemia, especialmente en conexión con hiperlipemia y quizás otros trastornos del metabolismo de la colesterina.
- Lisolecitina acil hidrolasa o fosfolipasa B
Está presente en el corazón, hígado, bazo, páncreas y cerebro. Se encarga de separar los ácidos grasos restantes de la lisolecitina y todos los de la lecitina, quedando como producto final el éster glicerol fosfórico de la colina, con lo que conseguimos desintoxicar a la lisolecitina que es hemolítica. 
- Acetilcolinesterasa o acetilcolina hidrolasa
Hidroliza la acetilcolina a colina y ácido acético, también actúa sobre otros ésteres acéticos y cataliza transacetilaciones. Se localiza en el sistema nervioso central, en las placas terminales motóricas del músculo estriado, en la placenta y superficie de eritrocitos, así como en los trombocitos. 
- Acilcolina acilhidrolasa o colinesterasa
Reacción:
Acilcolina → colina + anión.
Actúa sobre diversos ésteres de colina, es poco específica.
Se encuentra en casi todos los tejidos, principalmente suero sanguíneo y glándulas como testículos, páncreas e hígado, donde con gran probabilidad se forma y localiza en los microsomas. 
Los valores de esta enzima se ven alterados en patologías muy diversas, como afecciones parenquimatosas hepáticas, hepatitis aguda, colangitis, lesión alcohólica hepática, cardiopatías descompensadas, malignoma hepático, infarto de miocardio, síndrome nefrótico, etc.
- Colesterol esterasa
Desdobla los ésteres de la colesterina y de otros esteroles. Se encuentra en el páncreas, hígado, suero, etc.
Su determinación en el suero sanguíneo se utiliza para el diagnóstico (junto con otras pruebas) y pronóstico de la hepatitis vírica. En general, la disminución de la enzima cursa paralela a la gravedad de la lesión hepática, pero no tiene valor decisivo para un diagnóstico diferencial, ya que en la mayoría de colecistitis, colangitis, etc., presentan valores normales.
- Vitamina-A-acetato hidrolasa
Cataliza la reacción:
Vitamina A acetato + H2O → vitamina A + acetato.
- Carboxílico-éster hidrolasa.
Es una esterasa órgano fosfato sensible. Cataliza la reacción:
Éster carboxílico + agua → alcohol + carboxilato.

### Tioléster hidrolasas
- Cinco enzimas activas sobre acil derivados de la coenzima A, separándola: Acetil CoA, Palmitoil-CoA, succinil-CoA, 3-hidroxi-isobutiril y 3-hidroxi-3uuu-metilglutaril-CoA hidrolasa. Están presentes en el hígado, corazón, cerebro y riñón de cerdo. La cuarta también hidroliza la 3-hidroxipropionil-CoA.
- Tres enzimas actúan sobre acil derivados del glutatión separándolo: S-2-hidroxiacilglutatión, S-acilglutatión, S-acetoacetilglutatión hidrolasa.

### Fosfórico monoéster hidrolasas
Abundan en animales, plantas, bacterias, hongos y levadura. Las dos primeras enzimas son las más importantes y poseen el mismo nombre sistemático de:
- Ortofosfórico monoéster fosfohidrolasa o fosfatasas ácida y alcalina.
Ambas catalizan la misma reacción pero a pH diferente:
Monoéster ortofosfórico + H2O → alcohol + ortofosfato
Poseen una amplia especificidad, catalizando también transfosforilaciones. 
Se ha observado una variación en sangre en afecciones hepatobiliares y procesos óseos. La determinación de la enzima leucocitaria se usa para la diferenciación de tipos de trastornos mieloproliferativos, policitemia y es de algún valor en el diagnóstico precoz del embarazo.
La fosfatasa ácida está muy difundida por los tejidos humanos, pero con mayor actividad que la alcalina y casi ausente en huesos y mucosa intestinal. Abunda en los vegetales, levadura e hidroliza difícilmente los ésteres fosfóricos de amino-alcoholes, mientras que la de la próstata humana lo hace más rápidamente. 
La fracción eritrocítica es de gran interés en pruebas de paternidad.
- Fosfoserina fosfohidrolasa
Interviene en el metabolismo glucídico y en la síntesis de fosfoproteidos y fosfolípidos, catalizando la reacción:
L-(o D)-fosfoserina + H2O → L-(o D)-serina + ortofosfato
- 5’-ribonucleótido fosfohidrolasa y 3’-ribonucleótido fosfohidrolasa
Ribonucleasas que atacan específicamente a los nucleótidos con grupo fosfato en la posición que indica en número dando el ribonucleótido correspondiente.
Se encuentra ampliamente distribuida en el cuerpo, siendo los órganos más ricos la próstata, lóbulo posterior de la hipófisis, hígado, viniendo luego cerebro, riñón, testículos, etc. La determinación de su actividad sérica se aplica en clínica paralelamente a la determinación de la fosfatasa alcalina. Se han encontrado valores superiores al normal en pacientes con tuberculosis, amiloidosis, pacientes con oclusiones de vías biliares, etc.
- Adenosina-3’-5’-difosfato 3’-fosfohidrolasa
Cataliza la reacción:
Adenosina-3’-5’-difosfato + H2O → AMP + ortofosfato
También actúa sobre el 3’-fosfoadenililsulfato.
- Meso-inositol hexafosfato fosfohidrolasa
Es muy específica y se encuentra en el pericarpio de los granos. Buenas fuentes son el salvado de trigo, arroz, cebada, riñones, Aspergillus, malta de cebada y alfalfa. Cataliza la reacción:
Meso-inositol hexafosfato + 6 H2O → meso-inositol + 6 ortofosfato.
En particular las de la flora intestinal bacteriana son de importancia, pues intervienen así en la asimilación del calcio. 
- D-glucosa-6-fosfato fosfohidrolasa
Se encuentra en hígado (microsomas) y riñón. Interviene en las últimas etapas de la glicogenólisis catalizando la importante reacción, muy específica:
D-glucosa-6-fosfato + H2O → D-glucosa + ortofosfato
Su déficit es considerado como la causa originaria de la enzimopatía recesiva autosómica denominada tesaurosis de glucógeno tipo 1 hepatorrenal o enfermedad de von Gierke-Cori, donde sólo se encuentra el 1-10% de la cantidad normal de la enzima en el hígado. También actúa sobre la D-glucosamina-6-fosfato y lentamente sobre la fructosa-6-fosfato.
- D-glucosa-1-fosfato fosfohidrolasa
Cataliza la reacción: D-glucosa-1-fosfato + H2O → D-glucosa + ortofosfato.
También actúa, más lentamente, sobre la D-galactosa 1-fosfato.
- D-fructosa-1,6-difosfato 1-fosfohidrolasa
Se encuentra en las hojas de la espinaca, en el riñón e hígado, pero ausente en intestino. Es activada por el ion magnesio. Cataliza la reacción:
D-fructosa 1,6-fosfato + H2O → D-fructosa-6-fosfato + ortofosfato. 
- Fosfoproteína fosfohidrolasa
Cataliza la reacción:
Fosfoproteína + n H2O → proteína + n ortofosfato.
Actúa sobre la caseína y otras fosfoproteínas. La enzima del bazo también actúa sobre fosfatos fenólicos y fosfoamidas.

### Fosfórico diéster hidrolasas
Son las fosfodiesterasas, por escindir tan sólo uno de los enlaces de un diéster-ortofosfórico, siendo necesaria luego la acción de una monofosfoesterasa para la completa hidrólisis del diéster. Abundan en la cáscara de arroz y el veneno de las serpientes.
- Ortofosfórico diéster fosfohidrolasa
Se encuentra en el bazo y en la serpiente Crotalus adamanteus. Da un monoéster fosfórico y un alcohol. La del bazo forma 3’-nucleótidos.
- L-3-glicerofosforilcolina glicerofosfohidrolasa
Produce colina y glicerol-1-fosfato.
- Desoxirribonucleato oligonucleotidohidrolasa y desoxirribonucleato 3’-nucleotidohidrolasa
Despolimerizan los desoxirribonucleoproteidos y los ácidos desoxirribonucleicos de elevado peso molecular a mononucleótidos y mononucleótidos, según:
DRNA + (n-1) H2O → n oligo-desoxirribonucleótidos
Otras nucleasas de la mucosa intestinal y la fosfodiesterasa completan la hidrólisis. Ambas enzimas se encuentran en las células de diversos órganos, con mayor cantidad en los tejidos de gran actividad mitósica, pero mientras que la primera localizada en el núcleo celular es prácticamente inactiva y sólo se activa al agregar iones magnesio, la segunda es inactivada por estos iones. Ambas se hallan en el plasma sanguíneo humano. Se han podido comprobar también en el líquido cefalorraquídeo y se excretan por la orina. 
Algunas patologías en las que se ha observado una variación de esta enzima son afecciones pancreáticas, hepatitis, leucemia, lupus eritematoso, etc. 

### Trifosfórico monoéster hidrolasas
- La desGTP trifoshidrolasa
Libera trifosfato y desoxiguanosina y actúa también sobre el GTP (guanosina trifosfato).

### Sulfúrico éster hidrolasas o sulfatasas
Hidrolizan los sulfatos de ésteres según:
R-O-SO3H + H2O = ROH + SO4H2
- Arisulfato sulfohidrolasa
Actúa sobre un fenolsulfato. Se encuentra en moluscos, caracol, aspergillus, riñón y cerebro de hombre y de la rata. 

## Actuando sobre compuestos glicosílicos

### Glicósido hidrolasas

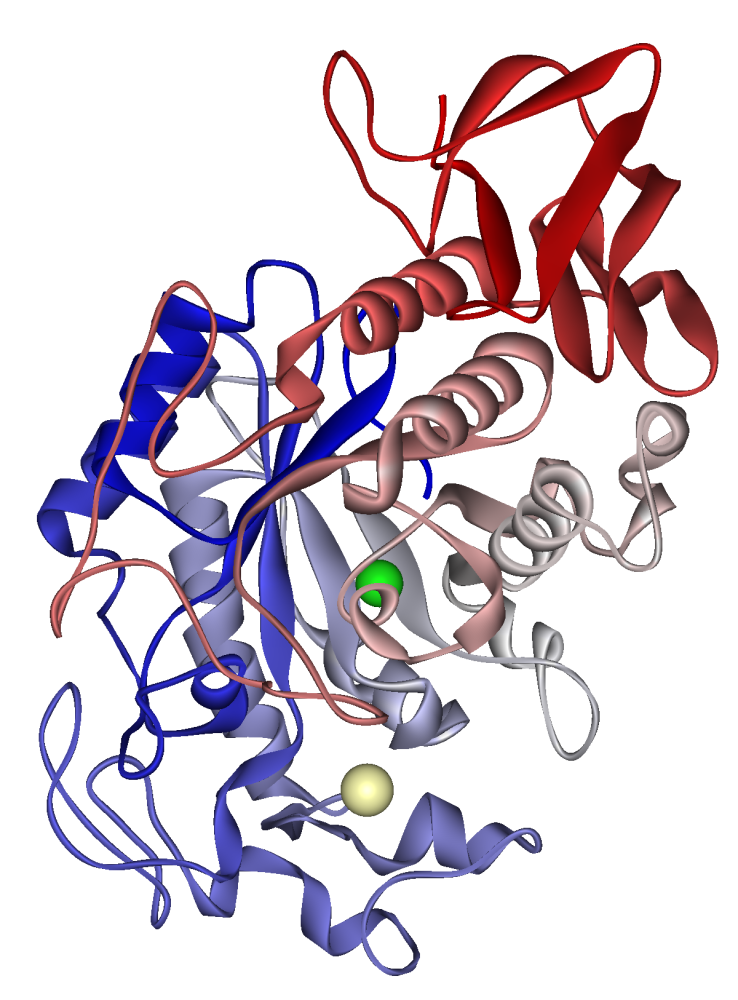
Amilasa de la saliva humana.

- α-amilasa o α-1,4-glucán 4-glucanohidrolasa
Hidroliza los enlaces α-1,4-glucán en polisacáridos conteniendo tres o más unidades D-glucosa enlazadas α-1,4 y actuando al azar, sobre almidón, glucógeno, polisacáridos relacionados y oligosacáridos.
- β-amilasa o α-1,4-glucán maltohidrolasa
Hidroliza los enlaces α-1,4-glucán en polisacáridos, de modo que separa sucesivas unidades maltosa de los finales no reductores de las cadenas. Actúa sobre almidón, glucógeno, polisacáridos relacionados y oligosacáridos produciendo beta maltosa por una inversión.
- α-1,4-glucán glucohidrolasa
Hidroliza los enlaces α-1,4-glucán en polisacáridos.
Tipos:
- α-amilasa.

Se encuentra en los animales, vegetales y microorganismos. Según su procedencia presentan algunas características diferenciales:
1. Amilasa animal salivar y pancreática. Se consideran isoenzimas. De la pancreática, se originan principalmente la amilasa sanguínea y urinaria. Es dudosa la presencia en hígado, riñones y líquido cefalorraquídeo. Se encuentra también en el músculo, esperma y las heces, así como en la leche de la mujer lactante.
2. Amilasa vegetal. Presente en avena, maíz, cebada, etc.
3. Amilasa de mohos. Enzima muy utilizada en industria.
4. Amilasas bacterianas. De utilidad industrial.

- β-amilasa

Se encuentra en todos los vegetales superiores. Ataca muy específicamente los enlaces 1-4 de las unidades de α-D-glucopiranosa. 
- Glucoamilasa

Parece ser que la amilasa pancreática está ligada a la gammaglobulina y a la albúmina.
La determinación de la amilasa en la sangre es importante en clínica para el diagnóstico (precoz o de confirmación) diferencial de la pancreatitis aguda, pero su negatividad no asegura la ausencia de la patología.
Su valor se ve alterado en otras muchas patologías como perforaciones de úlcera gástrica, pancreatitis crónica, parotiditis, oclusión litiásica, etc.
- N-acetilmuramilhidrolasa o mucopéptido glucohidrolasa
Se le llama comúnmente lisozima. Ataca los enlaces β-1,4 que existen entre el ácido N-acetilmuramínico y los radicales de 2-acetilamino-2-desoxi-D-glucosa, en un mucopolisacárido o mucopéptido. 
Posee propiedad bacteriolítica por hidrolizar el enlace azúcar de los acetilaminopolisacáridos, que son parte esencial de la pared celular de muchas bacterias.
Su papel en procesos vitales del organismo no está muy clara, pero se dice que su función principal es la de intervenir en el metabolismo. Se ha intuido una relación entre ulceración y anormal cantidad de lisozima, ya que, por ejemplo, en la fase aguda de la colitis ulcerosa se encuentran grandes cantidades de lisozima en las heces.
- β-D-galactósido galactohidrolasa
Hidroliza los β-galactósidos, a un alcohol y D-galactosa. Actúa sobre en o-nitrofenilgalactopiranósido. Se encuentra en el intestino fetal, en Heliz pomatia, B.coli, Delbrucki y en las almendras. Interviene en el síndrome diarreico por leche y en la colitis. También cataliza reacciones de galactotranferasa.
- β-D-fructofuranósido fructohidrolasa
Cataliza la reacción:
β-D-fructofuranósido + H2O → alcohol + D-fructosa.
Entre los sustratos se incluye la sacarosa, que se desdoble en fructosa y glucosa. También cataliza reacciones de fructotransferasa. Se encuentra en el intestino, hongos, plantas y cultivos de suelos fangosos.
- β-D-glucurónido glucuronohidrolasa
Separa ácido glucurónico de los β-D-glucurónidos alifáticos y aromáticos, hidroliza algunos productos de excreción hormonal y también transfiere radicales glucuronil sobre alcohol aceptor.
Se encuentra en numerosas barterias, plantas, E.coli, caracoles, moluscos, pájaros y peces. También se encuentra en casi todos los tejidos animales y en el humano se han señalado el hígado, bazo, glándulas suprarrenales, placenta, próstata, riñón, intestinos, parótidas y sobre todo, en el endometrio. En la célula se encuentra localizada en las lisosomas y microsomas. En el suero sanguíneo del hombre hay menor cantidad que en la mujer, para la que aumenta con la menopausia.
Debido a sus propiedades catalíticas juega un papel importante en el mecanismo de desintoxificación de sustancias extrañas al cuerpo.
En clínica es importante su determinación de actividad sérica para el diagnóstico precoz de la preeclampsia, pues aumenta más o menos intensamente ya antes de aparecerlos síntomas. También es de interés para el diagnóstico de carcinoma de útero, glioblastoma multiforme, tumores de vejiga, etc.
- Dextrina 6-glucanohidrolasa
Hidroliza enlaces α-1,6-glucán en dextrinas que contienen cadenas laterales cortas enlazadas. El déficit de esta enzima se atribuye a patologías como la enfermedad de Cori, tesaurismo de glucógeno hepático y muscular de carácter hereditario.

## Actuando sobre enlaces éter

### Tioéter hidrolasa
Comprende sólo una enzima, la S-adenosil-L-homocisteína. Interviene en el metabolismo de los aminoácidos sulfurados y da lugar a la adenosina y L-homocisteína.

## Actuando sobre enlaces péptido

### Alfa amino acil péptido hidrolasas
Su característica es separar por hidrólisis el aminoácido situado en el extremo N-terminal (con grupo amino libre). También catalizan con facilidad reacciones transpeptidación por intercambio de aminoácido. Probablemente, hay un gran número de peptidasas de esta especificidad. Se han estudiado cuatro principales, siendo la más importante:
- L-leucil-peptidohidrolasa o leucina aminopeptidasa (LAP)
Hidroliza los radicales N-terminales con un grupo libre amino, de los L-péptidos, especialmente de leucina y afines.
Se ha encontrado en plantas, bacterias y tejidos animales, particularmente en intestino (mucho en el duodeno), riñón, hígado, cerebro, paratiroides, páncreas (poco), suero sanguíneo, bilis, jugos pancreático y duodenal.
Su papel biológico no está claro, se ha indicado una intervención en la síntesis o hidrólisis de la parathormona y actuación opuesta a la succinato deshidrogenasa. 
Esta enzima, presente también en pequeñas cantidades en orina e histoquímicamente localizada en las “cerdas de cepillo” de los tubulus proximales, experimenta gran aumento en los trastornos funcionales renales, pielografías intravenosas, etc.

### Peptidil aminoácido hidrolasas
Atacan el terminal carboxílico COO. Se conocen con algún detalle tres carboxipeptidasas principales, dos de ellas segregadas principalmente por el páncreas y la tercera, existente en la levadura.
- Peptidil-L-aminoácido hidrolasa o carboxipeptidasa A
Cataliza la reacción:
Peptidil-L-aminoácido + H2O → péptido + L-aminoácido.
Es indispensable el grupo carboxilo libre y el enlace péptido en el grupo amino del segundo aminoácido. 
Se segrega abundantemente por el páncreas en forma de proenzima y al activarse por la tripsina (o autocatalíticamente) pasa a enzima activa. Esta enzima se utiliza como herramienta de trabajo en la secuenciación de aminoácidos.
- Peptidil-lisina hidrolasa o carboxipeptidasa B
Es segregada también por el páncreas. Cataliza la reacción:
Peptidil-L-lisina + H2O → péptido + L-lisina
Actúa sobre péptidos que tienen un residuo C-terminal de L-arginina, por lo que se complementa bien con la A para el estudio de las secuencias de aminoácidos.

### Dipéptido hidrolasas
Es un grupo interesante de enzimas segregadas por el jugo intestinal, aunque existe en otros órganos. Completan la hidrólisis proteica al actuar sobre péptidos cortos no hidrolizados por otras enzimas digestivas.
- Glicil-glicina hidrolasa
Hidroliza la glicil-glicina y la sarcosil-glicina. Se encuentra en el útero, hígado y eritrocitos. 
- Glicil-leucina hidrolasa
Hidroliza la glicil-L-leucina dando glicina y L-leucina. Se encuentra en el útero. 
- L-prolil-aminoácido hidrolasa o iminodipeptidasa
Hidroliza dipéptidos o amidas del grupo α-imino de la prolina. Se encuentra en la mucosa intestinal y riñón. Hidroliza también L-hidroxi-prolilglicina.
- Aminoacil-L-prolina hidrolasa o imidodipeptidasa
Hidroliza la glicil-L-prolina. Se encuentra en eritrocitos y riñón.

### Peptidil péptido hidrolasas
- Pepsina

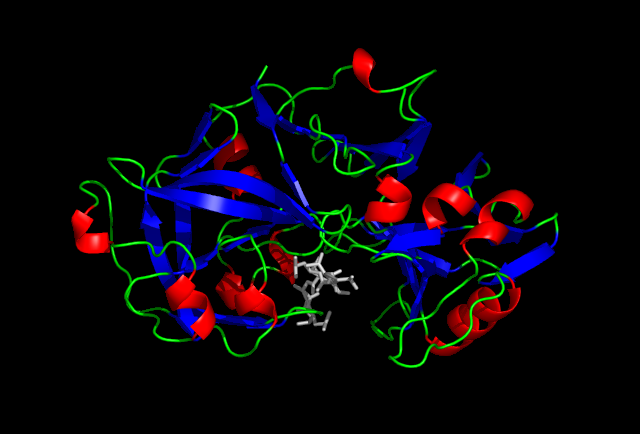
Pepsina.

Está presente en el jugo gástrico de todos los vertebrados, segregada por las células de las glándulas fúndicas gástricas en forma de un precursor denominado pepsinógeno, inactivo, que por la acción del ácido clorhídrico estomacal o por la acción de la misma pepsina se trasforma en la enzima activa, la pepsina, en una reacción autocatalítica.
Un 1 % del pepsinógeno entra en la circulación sanguínea y luego se elimina por vía renal como uropepsinógeno. Su determinación en orina se utiliza en fisiopatología junto a otras pruebas, ya que se ha visto una estrecha relación entre la secreción en reposo del estómago y la excreción urinaria de uropepsinógeno.
Gracias al inhibidor de la pepsina y a la mucina, la mucosa gástrica es capaz de protegerse de la autodigestión por parte de la pepsina.
Es de interés clínico el nivel de pepsinógeno en plama y suero en diagnóstico de afecciones digestivas como ulcus ventricular, en diagnóstico de carninoma gástrico, anemia perniciosa, cirrosis hepática.
También produce reacciones de transpeptidación.
Los productos de la hidrólisis péptica son, en general, mezclas de polipéptidos con pequeñas cantidades de aminoácidos, que luego son hidrolizados por la tripsina y otras enzimas.
La pepsina se utiliza en laboratorio, por su efecto proteolítico, para la caracterización de estructuras proteínicas y para la purificación de sueros medicinales sin influir sobre los anticuerpos (aumentando la tolerancia y reduciendo la posibilidad de rechazo).
- Rennina
No debe confundirse con la renina de origen renal. Parece hallarse en el estómago de los lactantes en atención a que su pH es mayor que el del adulto y a que la pepsina apenas resulta activa, por lo que la coagulación de la leche correría a cargo de la rennina.
La rennina se utiliza en industria para fabricación de quesos.
- Tripsina
El páncreas es la fuente principal de la tripsina. En el núcleo celular hay cinco veces más tripsina que en el citoplasma, pero Golgi se considera el sitio de producción de la enzima, ya que en sus gránulos de zimógeno hay una elevada proporción de pre-enzimas proteolíticas. El producto de las células pancreáticas en un pre-estadio, llamado tripsinógeno, que en intestino es hidrolizado por la enterocinasa o enteropeptidasa, aunque, el tripsinógeno puede ser activado también por pequeñas cantidades de tripsina.
Una vez activada la tripsina, se encarga de la hidrólisis de enlaces peptídicos en que participan la L-lisina o la L-arginina. Desdobla péptidos, amidas y ésteres de estos aminoácidos. También se ha probado la presencia de tripsina en el cristalino, leucocitos, eritrocitos, piel, parótida, riñón e hipófisis.
Gracias a su alta especificidad, resulta útil como herramienta de trabajo para determinar secuencias de aminoácidos.
En la coagulación sanguínea es bien conocida su acción activadora, que coagula el plasma, pues acelera la conversión de protrombina en trombina.
La resistencia del tejido vivo a la digestión por la tripsina está ligada a inhibidores naturales del organismo.
- Quimiotripsina A y B
Es la forma activa del quimiotripsinógeno pancreático presente en el duodeno. Posteriormente, es activada pasando a quimiotripsina. La activación del quimiotripsinógeno la realiza la tripsina, o se puede producir por autólisis. 
La quimiotripsina rompe enlaces peptídicos del grupo carbonilo de un aminoácido aromático (actividad de endopeptidasa). Puede actuar también como carbonilproteinasa y como aminopeptidasa; además de proteínas y péptidos puede romper enlaces ésteres y amidas de ácidos aromáticos.
La reacción se produce mediante la donación de protones de la serina y un radical de histidina. Así el enlace a romper se une a la serina por el grupo carbonilo y luego la parte NH2X es eliminada. Luego la enzima se regenera hidrolizando el enlace que aún la une al residuo ácido, y éste queda libre como segundo producto de la reacción.
- Pancreopeptidasa E
Presente en el páncreas. Hidroliza enlaces adyacentes a aminoácidos neutros. Es eficaz en proteínas como la elastina, la fibrina, la albúmina y la caseína, pero no en la queratina o el colágeno. Parece estar relacionada con la arteriosclerosis, y es la única enzima digestiva capaz de romper la elastina.
En el jugo duodenal se encuentra generalmente la elastasa activa, mientras diversas proteínas presentes en el plasma le otorgan actividad antielastasa. 
- Enteropeptidasa o enterocinasa
Enzima secretada por las células de la mucosa del intestino delgado encargadas de la activación por hidrólisis, del tripsinógeno, produciendo así la enzima activa y un hexapéptido.
- Catepsina C y D
La C actúa sobre enlaces de aminoácidos aromáticos adyacentes a un grupo α-amino libre. La catepsina se encuentra en pequeñas concentraciones en diferentes tejidos animales como bazo, riñón, hígado, leucocitos, eritrocitos y plaquetas, así como en el estómago. La mayoría de catepsinas se localizan en los lisosomas.
Las catepsinas humanas se encuentran en tejidos como el cerebral, el cristalino, la tiroides, la piel, etc. y parecen implicadas en los procesos de necrosis y autólisis.
La catepsina gástrica deriva de un precursor común a la pepsina, la llamada “proteasa gástrica”. Pepsina y catepsina realizan una función conjunta en la digestión gastro-intestinal.
- Trombina y plasmina
Se trata de dos enzimas de gran importancia fisiopatológica. La trombina hidroliza péptidos, amidas y ésteres de la L-arginina, y convierte el fibrinógeno en fibrina. La plasmina (o fibrolisina) hidroliza los ésteres de la L-arginina y la L-lisina, solubilizando la fibrina. Ambas participan decisivamente en el proceso de coagulación de la sangre, que consiste esencialmente en la conversión del fibrinógeno soluble en fibrina insoluble. Un precursor de la trombina se encuentra soluble en el plasma. Cuando varios factores lo convierten en trombina, ésta transforma en fibrina el precursor fibrinógeno. El precursor de la trombina se llama protrombina, e hidroliza cadenas proteicas.
Enfermedades como la hepatitis viral, la cirrosis hepática o la metástasis ósea disminuyen la actividad de la antiplasmina, mientras otras como la diabetes mellitus o el infarto cardíaco la aumentan notablemente.
- Renina
Polipeptidasa que activa una proteína de efecto hipertensor mediante vasoconstricción; la hipertensina. Se encuentra en el tejido renal. 
- Queratinasa
Presente en algunas bacterias, hidroliza algunos enlaces de la queratina y de la poli-L-lisina.

## Actuando sobre enlace C-N diferente al péptido

### En amidas lineales
- L-asparagina amidohidrolasa
Cataliza la reacción:
L-asparagina + H2O → L-aspartato + NH3
Tiene una especificidad absoluta. Se encuentra en el intestino delgado e hígado.
- L-glutamina amidohidrolasa
Se encuentra en tejido renal sobre todo. Da ácido glutámico y amoniaco que pasa a la reserva alcalina.
- Urea amidohidrolasa
Cataliza la reacción:
Urea + H2O → CO2 + 2 NH3.
Se encuentra en bacterias, hongos, musgos, leguminosas, glóbulos rojos, hígado y bazo de rata, así como en los eritrocitos humanos.
- Penicilina amidohidrolasa
Cataliza la reacción:
Penicilina + H2O → un anión + penicilina.
- N-acilaminoácido amidohidrolasa
Cataliza la reacción de hidrólisis para la liberación del aminoácido y resolución de DL-aminoácidos:
N-acilaminoácido + H2O → un ion de ácido graso + un aminoácido.
Tiene amplia especificidad y también hidroliza dehidropéptidos.
- N-acilaspartato amidohidrolasa
Produce un ion de ácido graso y un aspartato. Se encuentra en humanos y también en el riñón de cerdo.
- α-acetil-L-ornitina amidohidrolasa
Produce acetato y L-ornitina e hidroliza también la N-acetilmetionina.

### En amidas cíclicas
- Barbiturato amidohidrolasa
Cataliza la reacción:
Barbiturato + 2 H2O → malonato + urea
- L-4,5-dihidro-orotato amidohidrolasa y L-5-carboximetilhidantoína aminohidrolasa
Ambas producen N-carbamoil-L-aspartato.

### En amidinas lineales
- L-arginina hidrolasa
Cataliza la reacción:
L-arginina + H2O → L-ornitina + urea
Se separa a partir de hígado de mamíferos. En las hepatopatías aumenta el valor sérico. También hidroliza L-argininas α-N-sustituidas y la canavanina.
- Creatinina amidinohidrolasa
Produce sarcosina y urea

### En amidinas cíclicas
- Citosina, adenina, guanina, adenosina, citidina, AMP, ADP aminohidrolasas
Producen NH3 y correspondientemente uracilo, hipoxantina, xantina, inopina, uridina, IMP e IDP. Se encuentran en diversos tejidos de animales mamíferos. 
La adenosina desaminasa se encuentra principalmente en hígado, bazo, y bacterias. Aumenta en casos de ictericia parenquimatosa, hepatitis aguda, cirrosis y malignoma.

### En cianuros
- Nitrilo aminohidrolasa
Cataliza la reacción:
Nitrilo + H2O → carboxilato + NH3
Actúa sobre una amplia serie de nitrilos aromáticos, incluyendo 3-indolacetonitrilo y también algunos nitrilos alifáticos.

## Actuación sobre enlaces de ácido–anhídrido

### En anhídridos conteniendo fosforilo
- Pirofosfato fosfohidrolasa
Cataliza la reacción:
Pirofosfato + H2O → 2 ortofosfato
Se encuentra en todos los tejidos en donde tiene lugar una calcificación. Destruye al inhibidor de la precipitación del fosfato cálcico que se encuentra en el plasma y la orina. Se ha hallado en la levadura, cerebro de rata, eritrocitos, patata y músculos de insectos.
- ATP fosfohidrolasa
Cataliza la reacción:
ATP + H2O → ADP + ortofosfato
Esta actividad tiene lugar en la miosina, actomiosina, mitocondrias, microsomas y membrana celular. Algunas ATPasas también hidrolizan ITP y otros nucleósidos 5-trifosfatos. 
- ATP difosfohidrolasa
También produce ortofosfato y actúa sobre ADP. 
- Nucleósidodifosfato fosfohidrolasa
Cataliza la reacción:
Nucleósido bifosfato + H2O → nucleósido + ortofosfato
Actúa sobre IDP, GDP, UDP y el D-ribosa-5-pirofosfato.
- ATP pirofosfohidrolasa
Cataliza la reacción:
ATP + H2O → AMP + pirofosfato
Actúa también sobre ITP, GTP, CTP y UTP. Se encuentra en el semen y en el veneno de serpientes.
- Dinucleótido nucleótidohidrolasa
Cataliza la reacción:
Dinucleótido + H2O → 2 mononucleótidos
Los sustratos incluyen NAD, ATP, FAD, CoA y también ATP y ADP.

## Actuando sobre enlaces C-C

### En sustancias cetónicas
- 4-fumarilacetoacetato fumarilhidrolasa
Produce acetoacetato y fumarato y actúa también sobre otros 3,5 y 2,4-dicetoácidos.
- L-kinurenina hidrolasa
Produce antranilato y L-alanina siendo una piridoxal-fosfato proteína.

## Actuando sobre enlaces haluro

### En compuestos C-haluro
- Alquil-haluro halurohidrolasa
Cataliza la reacción:
CH2BrCl + H2O → H-CHO + bromuro + cloruro

### En compuestos P-haluro
- Di-isopropilfosforofluoruro flurohidrolasa
Es la DFPasa que cataliza la reacción de separación del flúor y actúa sobre otros compuestos organofosfóricos y “gases nerviosos”.

## Actuando sobre enlaces P-N
- Fosfoamida hidrolasa
Cataliza la reacción:
Fosfocreatina + H2O → creatina + ortofosfato
Actúa también sobre fosfoarginina y otras fosfamidas.

## Obtención de esterasas
Muchas esterasas se obtienen del hígado de animales como el cerdo y el conejo. Las esterasas son utilizadas para la biocatalisis en la práctica de síntesis orgánica durante los últimos 30 años, sobre todo en síntesis de alcoholes en las que se obtengan mezclas racémicas. La hidrólisis de ésteres carboxílicos tienen un alto rango de subproductos por lo que la biocatálisis tienen una excelente selectividad enantiomérica. Algunas esterasas son obtenidas por un pequeño número de mutaciones alrededor del sitio activo de la enzima, de esta manera se controla la selectividad de las enzimas.

## Hidrólisis catalizada por metaloenzimas
Hay esterasas dependientes de cinc en la hidrólisis de depsipéptidos en bacterias. El remover cinc de la termolisina termina con la actividad enzimática como esterasa. La aplicación de Co y Zn con valencia 2+ restaura la actividad. Enzimas como la fosforilcolín esterasa (Pce), descrita por primera vez en el año de 1974 en S. pneumoniae, dependen de metales para funcionar, la presencia de esta enzima elimina un número limitado de residuos de fosforilcolina de la pared celular. Pce es inactiva frente a paredes celulares de bacterias crecidas en etanolamina, aunque es capaz de hidrolizar otros sustratos de pequeño tamaño como p-nitrofenilfosforilcolina o CDP-colina. La Pce es una enzima dependiente de Cinc para su actividad. Se han hecho estudios en los que se muestran que la apoenzima puede interactuar con otros iones metálicos de carga 2+ como: Ca2+, Fe2+, Mg2+, Co2+, Cu2+ y Mn2+.

### Estructura
Las enzimas dependientes de Cinc pueden tener una coordinación en geometría bipiramidal de base pentagonal o bipirámide trigonal distorsionada,
El centro activo se localiza en la interfaz que generan las hojas-β, donde hay una cavidad con un potencial electrostático altamente negativo que alberga a los dos átomos de cinc. 

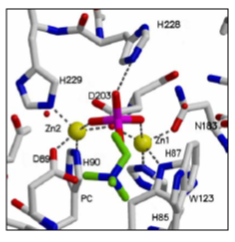
Centro binuclear de cinc con la molécula de PC unida al centro activo. a. El modelo muestra el mapa de densidad electrónica 2Fo – F contorneado a 1σ (naranja), y a 5σ (granate). Se representan los átomos de cinc (bolas amarillas), los residuos implicados en la coordinación de los metales y la molécula de fosforilcolina (bastones).

Comparando los centros metálicos de la Pce con los de enzimas de la familia de las metalo-β- lactamasas, podemos ver que las esferas de coordinación presentan estructuras bipíramidales.

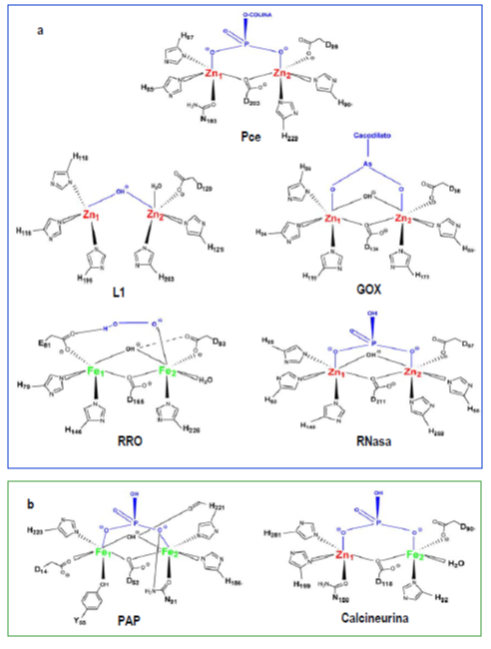
Comparación del centro metálico de Pce con los de enzimas de la familia de las metalo-β- lactamasas (a) y de las fosfatasas (b). Esquema de coordinación del centro binuclear de las enzimas Pce; metalo-β-lactamasa de Xanthomonas Maltophilia, L1, (código PDB 1SML); glioxalasa II humana, GOX, (código PDB 1QH5); rubredoxín oxígeno: oxidoreductasa, ROO, (código PDB 1E5D); proteína de procesamiento del ARN-t, RNasa Z, (código PDB 1Y44); fosfatasa ácida púrpura, PAP, (código PDB 1UTE), y calcineurina (código PDB 1AUI).